# Brick by Brick (álbum)
Brick by Brick es el noveno álbum de estudio del músico estadounidense Iggy Pop, publicado en junio de 1990 por Virgin Records y producido por Don Was. El disco fue bien recibido por la crítica y los fanáticos, impulsado especialmente por el sencillo «Candy», en el que Iggy Pop realiza un dúo con la cantante Kate Pierson de la banda The B-52's.

## Lista de canciones
Todas compuestas por Iggy Pop, excepto donde se indique.
1. "Home" – 4:00
2. "Main Street Eyes" – 3:41
3. "I Won't Crap Out" – 4:02
4. "Candy" (con Kate Pierson) – 4:13
5. "Butt Town" – 3:34
6. "The Undefeated" – 5:05
7. "Moonlight Lady" – 3:30
8. "Something Wild" (con John Hiatt) – 4:01
9. "Neon Forest" – 7:05
10. "Starry Night" – 4:05
11. "Pussy Power"  – 2:47
12. "My Baby Wants to Rock and Roll" (con Slash) – 4:46
13. "Brick by Brick" – 3:30
14. "Livin' on the Edge of the Night" (con Jay Rifkin) – 3:38